# Dani Baijens
Dani Baijens (Rotterdam, 5 mei 1998) is een Nederlands handballer die voor Paris Saint-Germain Handball speelt Hij speelt op de midden en linkopbouw en staat bekend om zijn snelle en bewegelijke spel. 

## Biografie
Baijens startte met handbal bij Snelwiek. Vervolgens speelde Baijens voor HARO en in 2015 ging hij spelen voor Volendam. Na twee seizoenen bij Volendam, ging Baijens naar het Duitse SG Flensburg-Handewitt voor één seizoen. Vanaf 2018 komt hij uit voor TBV Lemgo. In 2021 vertrok Baijens bij TBV Lemgo en ging naar ASV Hamm-Westfalen wat destijd in de 2. Handball-Bundesliga uit komt. Na het EK 2022 is Baijens naar HSV Hamburg in de Handball-Bundesliga verhuist. 
Op 21 december 2016 maakte Baijens zijn debuut voor het Nederlands A-handbalteam tegen Korea. Ook was hij deel van de Nederlandse selectie die meedeed aan het EK 2020.